# Marcin Zawada
Marcin Zawada, né le 26 mars 1981 est un escrimeur polonais, pratiquant le fleuret.

## Palmarès

### Championnats du monde
- 2008 à Pékin, Chine
  -  Médaille de bronze en fleuret par équipes

### Championnats de Pologne
- en 2011 :
  -  Champion de Pologne de fleuret